# Krystyna Urbańska (Botanikerin)
Krystyna Maria Stefania Urbańska-Worytkiewicz (* 9. Juni 1935; † 12. Juli 2023) war eine polnisch-schweizerische Geobotanikerin und Hochschullehrerin der ETH Zürich (ETH). Sie wurde 1979 als erste Frau Titularprofessorin der ETH und war Mitglied der Polnischen Akademie der Wissenschaften.

## Wirken
Krystyna Urbańska kam im August 1969 aus Krakau an das Geobotanische Institut der ETH Zürich unter der Leitung von Elias Landolt. Sie arbeitete dort auf den Gebieten Pflanzenökologie, Populationsstruktur und Fortpflanzungsstrategie. Ihre Habilitationsschrift verfasste sie über das Karpaten-Katzenpfötchen. 1979 wurde Urbańska als erste Frau zur Titularprofessorin der ETH Zürich ernannt. 1991 wurde sie ausländisches Mitglied der Abteilung für Biologie und Agrarwissenschaften in der Polnischen Akademie der Wissenschaften. 1999 wurde sie emeritiert.
Urbańska war Mitglied des Redaktionsbeirats des Polish Botanical Journal, das bis 2017 erschien. Sie übersetzte die fünfte Auflage von Landolts Unsere Alpenflora und gab diese erweitert und neu bearbeitet in englischer Sprache heraus (Our Alpine Flora. Erste Auflage 1989, zweite Auflage 2003).

## Schriften (Auswahl)
Als Autorin
- Studies in the biology of reproduction and embryology of Homogyne alpina (L.) Cass. PWN, Warschau 1956.
- Cytology of Antennaria carpatica and A. dioica. Preliminary report. Krakau 1959.
- Antennaria carpatica (Wahlenb.) Bluff & Fingerh. s.l. in Europe – a cyto-taxonomical study (Habilitationsschrift). ETH Zürich, 1970.
- Populationsbiologie der Pflanzen. Grundlagen, Probleme, Perspektiven. G. Fischer, Stuttgart und Jena 1992. ISBN 978-3-437-20481-4.
- mit Elias Landolt: Our Alpine Flora. SAC Verlag, Bern 1989, 2003. ISBN 978-3-85902-219-5.

Als Herausgeberin
- Aspekte der Geobotanik. Biosystematische Oekologie und Floristik, genetische Oekologie und Populationsbiologie, physiologische Oekologie, Vegetationskunde, Standortskunde, Oekosystemlehre. Festschrift Elias Landolt. ETHZ, Geobotanisches Institut Zürich, 1986.
- Differentiation patterns in higher plants. Academic Press, London 1987.
- mit Krystyna Grodzinska: Restoration ecology in Europe. ETHZ, Geobotanisches Institut Zürich 1995.
- mit Nigel R. Webb, Peter J. Edwards: Restoration ecology and sustainable development. Cambridge University Press, Cambridge 1999.

## Fussnoten
1. ↑  Elżbieta Kuta: Krystyna Urbańska 9 VI 1935–12 VII 2023. In: Polska Akademia Umiejętności (Hrsg.): Rocznik Polskiej Akademii Umiejętności. Rok 2023. Krakau 2024, S. 250 (krakow.pl [PDF]).
2. ↑  e-periodica.ch: Bericht über das Geobotanische Institut an der ETH Stiftung Rübel für das Jahr 1969. S. 6. (PDF, abgerufen am 22. Mai 2021)
3. ↑  Verena E. Müller: Erste Schritte am Poly: Die Pionierinnen. In: Bulletin. Nummer 297, April 2005. S. 11. (Online, PDF, abgerufen am 22. Mai 2021)
4. ↑  czlonkowie.pan.pl: Urbańska, Krystyna. (polnisch, abgerufen am 22. Mai 2021)
5. ↑  geobot.ethz.ch: Institutsleiter und Mitarbeiter. (abgerufen am 22. Mai 2021)
6. ↑  starastrona.botany.pl: Polish Botanical Journal. Editorial and Advisory Board. (englisch, abgerufen am 22. Mai 2021)

| Personendaten    | Personendaten                                                       |
| ---------------- | ------------------------------------------------------------------- |
| NAME             | Urbańska, Krystyna                                                  |
| ALTERNATIVNAMEN  | Urbańska-Worytkiewicz, Krystyna Maria Stefania (vollständiger Name) |
| KURZBESCHREIBUNG | polnisch-schweizerische Geobotanikerin                              |
| GEBURTSDATUM     | 9. Juni 1935                                                        |
| GEBURTSORT       | Polen                                                               |
| STERBEDATUM      | 12. Juli 2023                                                       |